# Darío Lancini
Darío Lancini (Caracas, Veneçuela, 1932 - 19 de juny de 2010) va ser un poeta veneçolà, considerat el més gran palindromista en castellà.

## Biografia
Va ser membre dels grups literaris El Techo de la Ballena i Tabla Redonda de la revista homònima de la qual va ser col·laborador, juntament amb Rafael Cadenas, Manuel Caballero, Jesús Sanoja Hernández i Jacobo Borges, entre d'altres.
Durant la dictadura de Marcos Pérez Jiménez, va ser acusat d'intent de magnicidi, i va estar sis anys detingut a la presó de l'illa Guasina.
Es va exiliar a Polònia durant els anys seixanta. Torna a Veneçuela en els setanta, al mateix temps que Salvador Garmendia pública el seu llibre Oír a Darío.
Va estar casat amb l'escriptora veneçolana Antonieta Madrid.
Va morir en 2010 a Caracas, després de sofrir una llarga malaltia respiratòria.

## Trajectòria literària
Lancini és l'autor d'un únic llibre. Es tracta d'una obra enigmàtica, que va estar componiento tota la seva vida. Publicat en 1975, i reeditat en 1996, Oír a Darío ho conformen trenta palíndroms de diferent extensió, sent el més curt un de 4 paraules ("Yo hago yoga hoy") i el més llarg de 750 paraules, titulat Ubú Rei. El llibre a més inclou un apèndix amb el vocabulari utilitzat per Lancini per a fer els seus palíndroms.

Per aquest llibre, Julio Cortázar li va escriure una carta (inclosa com a apèndix en una reedició de Sentir a Darío publicada en 1996) en la qual assenyala:
Acabo de rebre per Sergio Pitol el seu meravellós OIRADARIO. Gràcies, moltes gràcies per aquestes hores fascinants que he passat amb el seu llibre, un llibre interminable perquè es torna a ell una vegada i una altra, tot sol i amb els amics, en ple carrer, en ple somni. M'ha fet vostè un regal que no oblidaré mai. En mostrar-nos així les dues cares del mirall, ens enriqueix en poesia, ens comporta encara més en el vertigen de la paraula. Gràcies. 
En el 2010, El Salmó - Revista de Poesia va publicar diversos poemes inèdits de Lancini pertanyents al seu llibre-artefacte Logodédalo, que inclou textos bifronts com aquest: 
El mar y no tu telar.
El mar y no el ejido, el mar y no su eco.
Su cumbia y no su fría razón ando 
buscando. Su eco sensual malográndose oí.
Oí el mar y no su cítara. Oh, Dios, ¿si 
con su sal forja cien aguas 
el mar y no tu telar, 

se asea la mariposa encubierta?.
Que pot llegir-se també d'aquesta forma: 
El marino tutelar.
El marino elegido, el marino sueco.
Sucumbía y no sufría razonando.
Buscan dos huecos en su alma logran doce, oh.
Y hoy el marino sucitará odios, ¿si 
con sus alforjas y enaguas 
el marino tutelar 

se hace a la mar y posa en cubierta?.

## Llegat
Malgrat el seu estatus marginal dins de la literatura llatinoamericana, va ser admirat per autors com Augusto Monterroso, Salvador Garmendia, Sergio Pitol, Julio Cortázar i Gerardo Deniz.
Per al també poeta palindromista espanyol Pedro Poitevin, Lancini és "el millor palindromista de la llengua castellà (i també el millor escriptor de textos bifronts, com el seu famós “La mar i no el teu teler”)." Per al poeta mexicà Aurelio Asiain: "en la nostra llengua el gran mestre (terme ajedrecístico, però una mica d'escacs té el palíndrom) és indiscutiblement el veneçolà Darío Lancini (1932-2010): les seves creacions no són sol textos reversibles sinó moltes vegades autèntics poemes."
Sobre Lancini, deia Manuel Caballero: “En els mil anys de la llengua castellà, només el veneçolà Darío Lancini ha aconseguit construir un palíndrom de 750 paraules: res menys que una obra de teatre basada en aquell Ubú rei de la icona dels surrealistes Alfred Jarry”.
En 1986 es va exposar a Boston l'holograma "Palindrom" de l'artista alemany Dieter Jung, acompanyat d'un palíndrom de Lancini titulat Dogma.
Darío Lancini és un dels personatges de la novel·la The Night (guanyadora del Premi Biennal de Novel·la Mario Vargas Llosa) de Rodrigo Blanco Calderón. També apareix en la novel·la Crema Paraíso, de Camilo Pino.

## Obra
- 1975 - Oír a Darío. Caracas: Monte Ávila.
- Logodédalo (inèdit)